# 西爾基夫希納
51°20′55″N 28°31′35″E / 51.34861°N 28.52639°E
西爾基夫希納（烏克蘭語：Сирківщина），是烏克蘭北部的村莊，隸屬日托米爾州的科羅斯滕區。該村面積0.43平方公里，海拔高度216米，2001年人口64，人口密度每平方公里147.81人。